# Ed Asner
Ed Asner, all'anagrafe Eddie Asner, noto anche come Edward Asner (Kansas City, 15 novembre 1929 – Los Angeles, 29 agosto 2021), è stato un attore statunitense.

## Biografia
Divenne noto per il ruolo di Lou Grant nella sitcom televisiva Mary Tyler Moore (1970-1977), personaggio protagonista in seguito di una serie autonoma, Lou Grant, grazie al quale egli vinse più volte il Golden Globe e l'Emmy Award negli anni settanta.
Recitò anche nel ruolo dello schiavista capitano Davies, nella mini-serie Radici e svolse attività di doppiatore, dando la sua voce a J. Jonah Jameson nella serie televisiva animata Spider-Man - L'Uomo Ragno (1990), Hudson in Gargoyles - Il risveglio degli eroi, Jabba the Hutt nella versione radio di Star Wars, Vrook Lamar nel videogioco Star Wars: Knights of the Old Republic e nel seguito, Roland Daggett in Batman: The Animated Series, e Cosgrove in Freakazoid!. Nel 1993 ebbe il ruolo di narratore del documentario Legacy for Efrain. Nel 2002 fu protagonista della miniserie Papa Giovanni, in cui ha interpretato papa Giovanni XXIII da anziano. 
Doppiò il malvagio Hoggish Greedly nella serie animata Captain Planet and the Planeteers Ed Wuncler in The Boondocks. Nel 2009 Asner si è cimentato un'altra volta nel mondo del doppiaggio, per il film Up, prestando la sua voce a Carl Fredricksen.
Politicamente orientato a sinistra, Asner era un noto membro dei Democratic Socialists of America ed ebbe due mandati come presidente della Screen Actors Guild, opponendosi alla condotta degli Stati Uniti in America centrale, (in particolare a quella attuata in El Salvador). Fu attivo in altre cause, come nel movimento di liberazione di Mumia Abu-Jamal.

## Vita privata
Fu sposato dal 1959 al 1988 con Nancy Sykes, dalla quale ebbe tre figli: i gemelli Matthew e Lisa, e Kate. Nel 1987 ebbe un altro figlio, Charles, nato dalla relazione con Carol Jean Vogelman. Nel 1991 si legò alla produttrice cinematografica Cindy Gilmore che sposò poi nel 1998 e che lasciò nel 2007.
Asner è morto per cause naturali nella sua casa di Los Angeles il 29 agosto 2021 a 91 anni.

## Riconoscimenti
Ed Asner vinse:
- 5 Golden Globe:
  - 2 Golden Globe per il miglior attore in una serie drammatica (1978 e 1980), per il ruolo di Lou Grant nell'omonima serie;
  - 3 Golden Globe per il miglior attore non protagonista in una serie: 1972 e 1976 (ex aequo con Tim Conway), per il ruolo di Lou Grant in Mary Tyler Moore; 1977, per il ruolo di Axel Jordache ne Il ricco e il povero);

Ai Golden Globe ottenne 11 candidature consecutive, tra il 1972 e il 1982;
- 7 Emmy Awards:
  - 1971, 1972 e 1975: Miglior attore non protagonista in una serie televisiva (Mary Tyler Moore);
  - 1976: Miglior attore protagonista in serie televisiva (Il ricco e il povero);
  - 1977: Miglior attore non protagonista in serie televisiva (Radici);
  - 1978 e 1980: Miglior attore protagonista in serie televisiva drammatica (Lou Grant);

Agli Emmy Awards ottenne 16 candidature, tra il 1971 e il 2007;
- Stella alla Hollywood Walk of Fame: Categoria Star della TV, 	6363 Hollywood Blvd.

## Filmografia parziale

### Cinema
- Pugno proibito (Kid Galahad), regia di Phil Karlson (1962)
- Stazione 3: top secret (The Satan Bug), regia di John Sturges (1965)
- El Dorado, regia di Howard Hawks (1966)
- Change of Habit, regia di William A. Graham (1969)
- Omicidio al neon per l'ispettore Tibbs (They Call Me Mister Tibbs!), regia di Gordon Douglas (1970)
- Bestione superstar (The Wrestler), regia di Jim Westerman (1974)
- Bronx 41º distretto di polizia (Fort Apache, The Bronx), regia di Daniel Petrie (1981)
- Daniel, regia di Sidney Lumet (1983)
- JFK - Un caso ancora aperto (JFK), regia di Oliver Stone (1991)
- Pioggia infernale (Hard Rain), regia di Mikael Salomon (1998)
- Lo scapolo d'oro (The Bachelor), regia di Gary Sinyor (1999)
- Elf - Un elfo di nome Buddy (Elf), regia di Jon Favreau (2003)
- Gigantic, regia di Matt Aselton (2008)
- Up, regia di Pete Docter (2009) - voce
- Absolute Killers, regia di Heather Hale (2011)
- L'inventore di giochi (The Games Maker), regia di Juan Pablo Buscarini (2014)
- L'ultimo brindisi (The Parting Glass), regia di Stephen Moyer (2018)
- Muppets Haunted Mansion - La casa stregata (Muppets Haunted Mansion), regia di Kirk R. Thatcher (2021)

### Televisione
- Corruptors (Target: The Corruptors) – serie TV, episodio 1x09 (1961)
- Outlaws – serie TV, episodio 2x13 (1962)
- L'ora di Hitchcock (The Alfred Hitchcock Hour) – serie TV, episodio 1x19 (1963)
- Il virginiano (The Virginian) – serie TV, episodio 1x26 (1963)
- The Lieutenant – serie TV, episodio 1x10 (1963)
- La parola alla difesa (The Defenders) – serie TV, episodi 3x06-4x03 (1963-1964)
- Mr. Novak – serie TV, episodi 1x01-2x15 (1963-1965)
- Il reporter (The Reporter) – serie TV, episodio 1x13 (1964)
- Gunsmoke – serie TV, episodi 10x08-12x08 (1964-1966)
- La legge di Burke (Burke's Law) – serie TV, episodio 3x06 (1965)
- A Man Called Shenandoah – serie TV, episodio 1x07 (1965)
- I giorni di Bryan (Run for Your Life) – serie TV, episodio 2x04 (1966)
- Squadra speciale anticrimine (The Felony Squad) – serie TV, episodi 1x13-3x17 (1966-1969)
- Agenzia U.N.C.L.E. (The Girl from U.N.C.L.E.) – serie TV, episodio 1x26 (1967)
- Iron Horse – serie TV, episodio 2x16 (1967)
- Selvaggio west (The Wild Wild West) – serie TV, episodio 3x22 (1968)
- Arrivano le spose (Here Come the Brides) – serie TV, episodi 1x14-2x08 (1969)
- L'uomo che gridava al lupo (The Old Man Who Cried Wolf), regia di Walter Grauman – film TV (1970)
- L'ultimo bambino (The Day They Took the Babies Away), regia di John Llewellyn Moxey – film TV (1971)
- Una ragazza molto brutta (The Girl Most Likely To...), regia di Lee Philips – film TV (1973)
- Il ricco e il povero (Rich Man, Poor Man) – miniserie TV, episodi 1x01-1x02 (1976)
- Sulle strade della California (Police Story) – serie TV, 3 episodi (1974-1976)
- Hawaii Squadra Cinque Zero (Hawaii Five-O) – serie TV, 1 episodio (1975)
- Radici (Roots) – miniserie TV, episodi 1x01-1x03 (1977)
- Mary Tyler Moore – serie TV, 166 episodi (1970-1977)
- Lou Grant – serie TV, 114 episodi (1977-1982)
- Causa per diffamazione (A Case of Libel), regia di Eric Till – film TV (1983)
- Autostop per il cielo (Highway to Heaven) – serie TV, episodio 2x17 (1986)
- Sì, Virginia, Babbo Natale esiste (Yes, Virginia, There Is a Santa Claus), regia di Charles Jarrott – film TV (1991)
- Payback, regia di Ken Cameron – film TV (1997)
- More Tales of the City, regia di Pierre Gang – miniserie TV (1998)
- X-Files (The X-Files) – serie TV, episodio 6x06 (1998)
- I Simpson (The Simpsons) – serie TV, 1 episodio (1999) - voce
- Papa Giovanni - Ioannes XXIII – miniserie TV (2002)
- E.R. - Medici in prima linea (ER) – serie TV, 3 episodi (2003)
- La mia casa nel bosco (Out of the Woods), regia di Stephen Bridgewater – film TV (2005)
- CSI: NY – serie TV, episodio 5x22 (2009)
- Too Big to Fail - Il crollo dei giganti (Too Big to Fail), regia di Curtis Hanson – film TV (2011)
- Royal Pains – serie TV, episodi 3x04-3x05 (2011)
- Holiday Heist - Mamma, ho visto un fantasma (Home Alone 5), regia di Peter Hewitt – film TV (2012)
- Hawaii Five-0 – serie TV, 2 episodi (2012)
- Law & Order - Unità vittime speciali (Law & Order: Special Victims Unit) – serie TV, episodio 14x13 (2013)
- Emergenza d'amore (Second Chances), regia di Ernie Barbarash – film TV (2013)
- Criminal Minds – serie TV, 1 episodio (2015)
- Un felice Natale in stile Murdoch – speciale natalizio de I misteri di Murdoch (2015)
- Bed & Breakfast with Love (All of My Heart), regia di Peter DeLuise – film TV (2015)
- Con tutto il mio cuore (All of My Heart: Love Inn), regia di Terry Ingram – film TV (2017)
- Bones – serie TV, episodio 12x03 (2017)
- Cobra Kai – serie TV, 3 episodi (2018-2021)
- Amiche per la morte - Dead to Me (Dead to Me) – serie TV (2019)
- Doom Patrol – serie TV, episodio 1x13 (2019)
- Modern Family – serie TV, episodio 11x12 (2020)
- Blue Bloods – serie TV, episodio 10x15 (2020)
- Una vita da Dug (Dug Days) – serie TV, 5 episodi (2021) - voce

## Doppiatori italiani
Nelle versioni in italiano delle opere in cui ha recitato, Edward Asner è stato doppiato da:
- Bruno Alessandro in Sospettati di omicidio, Innamorati pazzi, Il tocco di un angelo, Curb Your Enthusiasm, The Christmas Card - Un magico incontro, Studio 60 on the Sunset Strip, CSI: New York, The Middle, Hot in Cleveland, Law & Order - Unità vittime speciali, Bones, Grace and Frankie (ep. 7x04), L'inventore di giochi, Bed & Breakfast with Love, The Premise - Questioni morali
- Luciano De Ambrosis in The Practice - Professione avvocati, Pioggia infernale, The Glades, Criminal Minds, Men at Work, Amiche per la morte - Dead to Me
- Dante Biagioni in Lo scapolo d'oro, The Dead Zone, Too Big To Fail - Il crollo dei giganti, Royal Pains, The Crazy Ones, The Good Wife
- Giampiero Albertini in Mary Tyler Moore, Il ricco e il povero, Lou Grant
- Renato Mori in JFK - Un caso ancora aperto, Il destino nella culla, Elf - Un elfo di nome Buddy
- Carlo Reali in Hawaii Five-0, Mom
- Dario De Grassi in The Practice - Professione avvocati (ep. 2x03)
- Ferruccio Amendola in La vita corre sul filo
- Massimo Dapporto in Thunder Alley
- Giancarlo Giannini in Papa Giovanni - Ioannes XXIII
- Silvio Spaccesi in Radici
- Vittorio Di Prima in X-Files
- Walter Maestosi in Morte al traguardo
- Guido De Salvi in Una ragazza molto brutta
- Pietro Biondi in Dharma & Greg
- Sergio Rossi in Bronx, 41º distretto di polizia
- Giorgio Lopez in Animal
- Mario Milita in E.R. - Medici in prima linea
- Dario Penne in Innamorarsi a Valentine
- Mauro Bosco in Modern Family
- Renzo Stacchi in Grace and Frankie (ep. 5x09)
- Mario Brusa in Con tutto il mio cuore
- Sergio Romanò in Cobra Kai
- Franco Zucca in Blue Bloods

Da doppiatore è sostituito da:
- Bruno Alessandro in The Boondocks, Central Park
- Paolo Marchese in Freakazoid!
- Sandro Iovino in Gargoyles, il risveglio degli eroi
- Marco Bonetti in Spiderman (1ªvoce)
- Gino Pagnani in Spiderman (2ª voce)
- Ennio Coltorti ne I Simpson
- Pietro Ubaldi in W.I.T.C.H.
- Giancarlo Giannini in Up
- Gianni Musy in The Cleveland Show
- Antonio Paiola in Holiday Heist - Mamma, ho visto un fantasma